# Joel Roberts Poinsett

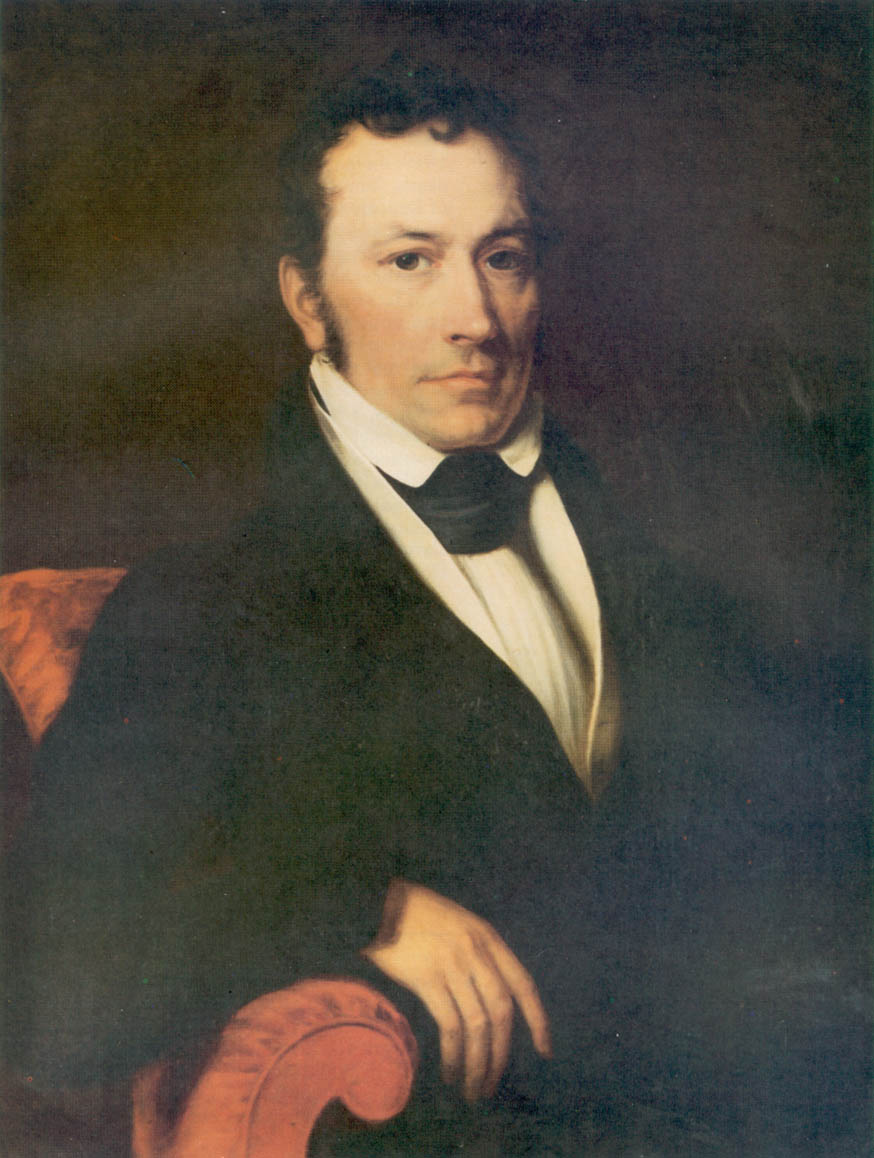
Joel Roberts Poinsett

Joel Roberts Poinsett (* 2. März 1779 in Charleston, South Carolina; † 12. Dezember 1851 in Stateburg, South Carolina) war ein amerikanischer Arzt, Botaniker und Politiker. Er war Abgeordneter im US-Repräsentantenhaus, der erste diplomatische Gesandte der Vereinigten Staaten in Mexiko, US-Kriegsminister unter Martin Van Buren und Mitbegründer der National Institute for the Promotion of Science und Useful Arts (eine Vorgängerorganisation der Smithsonian Institution) sowie Namenspate des Poinsett County und der Poinsettie, einer beliebten Weihnachtsblume.

## Leben
Joel Roberts Poinsett war Sohn von Dr. Elisha Poinsett und seiner Ehefrau Ann Richards. Er wurde in Connecticut und Europa ausgebildet, erwarb Fachkenntnisse in Jura und studierte Medizin an der Universität Edinburgh. In den Jahren 1801 bis 1809 bereiste er mit kurzen Unterbrechungen Europa und den Nahen Osten. 1806 wurde ihm in Persien Petroleum gezeigt. Er war von 1810 bis 1814 Sonderbevollmächtigter von Präsident James Madison für die südamerikanischen Länder, um die Perspektiven der Revolutionäre in ihrem Unabhängigkeitskampf von Spanien zu erkunden. Zeitweise von Santiago de Chile aus, zeitweise von Buenos Aires aus unterstützte er den Freiheitskampf der Chilenen bzw. der Argentinier. 1815 kehrte er in seinen Heimatstaat South Carolina zurück.
Er kandidierte dort für ein Amt und war von 1816 bis 1820 Abgeordneter im Repräsentantenhaus von South Carolina, darüber hinaus von 1818 bis 1820 auch Präsident des Amtes für öffentliche Arbeiten von South Carolina (Board of Public Works).
Vom 4. März 1821 bis zum 7. März 1825 vertrat er South Carolina im Unterhaus des Kongresses, zuerst für die Demokratisch-Republikanische Partei, nach deren Aufsplittung dann für verschiedene Faktionen (18. Kongress: Jackson Republicans, 19. Kongress: Jacksonians); später wurde er Mitglied der Demokraten. Er war gleichzeitig von 1822 bis 1823 Sondergesandter in Mexiko. 1825 wurde er in die American Academy of Arts and Sciences gewählt. Ebenfalls 1825 wurde er zum ersten offiziellen amerikanischen diplomatischen Vertreter (U.S. Minister) in Mexiko ernannt und wurde bis zu seiner Rückberufung im Jahr 1830 in die innenpolitischen Auseinandersetzungen des Landes verwickelt. Während dieser Zeit bereiste er auch das südliche Mexiko und fand in der Gegend um Taxco del Alarcon den Weihnachtsstern, der später auch unter dem Gattungsnamen Poinsettia bekannt wurde. Die Azteken sprachen von dieser winterblühenden Pflanze als „cuetlaxochitl“; ihr lateinischer Name ist Euphorbia pulcherrima oder die schönste Euphorbia.
Poinsett, ein eifriger Amateurbotaniker, schickte Proben dieser Pflanzen in die Staaten. Seit 1836 wurde diese Pflanze im Volksmund als „Poinsettie“ bezeichnet.

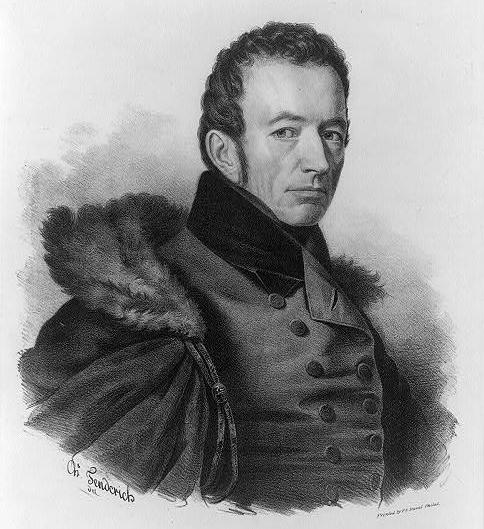
Joel Roberts Poinsett

1830 kam Poinsett nach South Carolina zurück, um die Unionisten in der Auseinandersetzung um die Nullifikation zu unterstützen und um erneut von 1830 bis 1831 ein Mandat im Parlament von South Carolina wahrzunehmen. Das beschäftigte ihn bis 1833, als er Mary Izard Pringle heiratete.
Poinsett war vom 7. März 1837 bis zum 5. März 1841 als Nachfolger von Lewis Cass Kriegsminister im Kabinett Van Buren. Er betrieb mit der weitgehenden Entfernung von Indianern aus den Gebieten westlich des Mississippi und über die Seminolenkriege hinaus eine Politik, die der Zersplitterung der Armee entgegenwirkte, indem Verbände an zentralen Stellen zusammengefasst wurden. Über die Ermächtigung durch den 1821 erlassenen Army organization act rüstete er Artillerieregimenter mit leichten Batterien aus. Anschließend zog er sich 1841 auf seine Plantage bei Georgetown zurück.
Er war 1840 Mitbegründer des National Institute for the Promotion of Science and the Useful Arts. Eine Gruppe von Politikern setzte sich dafür ein, den Nachlass von James Smithson für ein nationales Museum zu verwenden, das die Relikte des Landes und seiner führenden Persönlichkeiten zeigen, die amerikanische Technologie darstellen und die nationalen Ressourcen von Nordamerika dokumentieren und bewahren sollte. Die Bemühungen der Gruppe waren jedoch vergeblich, da andere Gruppen lieber Naturwissenschaftler als politische Führer über das Schicksal der Institution bestimmen lassen wollten, die später zur Smithsonian Institution wurde.
Poinsett starb 1851 in Stateburg und wurde auf dem Church of the Holy Cross Episcopal Cemetery beigesetzt. Nach ihm benannt ist das Kap Poinsett an der Budd-Küste des Wilkeslands in Antarktika.

## Freimaurerei
Joel Roberts Poinsett war ein aktiver Freimaurer, so wurde er auch zum Logenmeister der Solomon’s Lodge No. 1 in Charleston (South Carolina) gewählt.

## Schriften
- Notes on Mexico, made in the Autumn 1822. Accompanied by an Historical Sketch of the Revolution and Translations of Offical Reports on the present State of that Country. H. C. Carey an I. Lea, Philadelphia PA 1824, (Digitalisat).